# Дільничний з ДВРЗ. Операція «Новий рік»
«Дільничний з ДВРЗ. Операція “Новий рік”» — український детективний комедійний телефільм 2021 року режисера Тараса Дудара, що є продовження телесеріалу «Дільничний з ДВРЗ». Прем'єра фільму відбулася на телеканалі ICTV 30 грудня 2021 року.

## Сюжет
Головних героїв Сергія Бондаря та Петра Дзюбу зведе доля — у новорічну ніч вони стануть напарниками та чергуватимуть на свята. Проте про спокій вони тільки будуть мріяти. Дільничним доведеться залишити рідний округ і врятувати столичний торговий центр від рук шахраїв, які мають намір провернути грандіозну аферу. Чи зможуть Сергій і Петро вивести злочинців на чисту воду? Дізнайтеся вже дуже скоро!

## Акторський склад

### Головні ролі
- В'ячеслав Довженко — Сергій Олександрович Бондар, капітан поліції, дільничний інспектор
- Віталій Іванченко — Петро Дзюба, лейтенант / капітан поліції, дільничний інспектор
- Зоряна Марченко
- Сергій Бойко
- Олеся Гайова
- Сергій Сипливий
- Костянтин Октябрський
- Тарас Цимбалюк
- Олександр Рудько
- Сергій Петько
- Поліна Василина — Поліна, донька «Грача»
- Світлана Штанько — Клава, комендантка гуртожитку
- Володимир Гладкий — Вадік Приходько, помічник головного бандита, власник ресторану «Приходь»
- Всеволод Шекіта — Хижняк, бандит, помічник Вадіка

### Другорядні ролі
- Ігор Портянко — Вася Гончар, сантехнік
- Ольга Сафронова
- Ігор Качур
- Іраклій Маруашвілі
- Сергій Куда
- В'ячеслав Василюк — підполковник Юшков, начальник відділу поліції
- Павло Кравців
- Володимир Маркович
- Роман Мацюта — Дмитро Петрович Грачов «Грач», головний бандит, «господар» ДВРЗ
- Катерина Вайвала
- Святослав Фехтел
- Денис Драчевський
- Маргарита Бахтіна — Настя
- Олександр Мойсеєнко
- Лідія Дяченко
- Артем Поддубняк
- Наталя Смирнова

## Знімання
Фільмування кінострічки відбулися в Києві та околицях столиці. Основним місцем знімань був торгово-розважальний центр Respublika Park. Останню сцену зняли на Контрактовій площі, де побудували ялинковий ярмарок спеціально для фільму.